# Isla Schröder
Isla Schröder är en ö i Chile.   Den ligger i regionen Región de Aisén, i den södra delen av landet, 1 600 km söder om huvudstaden Santiago de Chile.
I omgivningarna runt Isla Schröder växer i huvudsak barrskog. Trakten runt Isla Schröder är nära nog obefolkad, med mindre än två invånare per kvadratkilometer.